# Telmo és Tula, a kis ezermesterek
A Telmo és Tula, a kis ezermesterek (eredeti cím: Telmo & Tula, Arts and Crafts) spanyol televíziós 3D-s számítógépes animációs sorozat, amelyet Alex Colls rendezett. Magyarországon az M2 adta.

## Ismertető
A két főszereplő, Telmo és Tula, akik bemutatják, mik készíthetők papírból, gyurmából, festékből, és bármiből, ami otthon van a házukban. 

## Szereplők
- Telmo (Baráth István) – A barna hajú fiúgyerek, aki kis ezermester és Tula társa.
- Tula (Molnár Ilona) – A szőke hajú lánygyerek, aki kis ezermester és Telmo társa.